# Ciniod II
Ciniod II, també conegut amb el nom de Ciniod mac Uurad, va ser rei dels pictes del 842 al 843
Era el segon fill d'Uurad mac Bargoit. Era germà dels reis Drest X i Brude mac Uurad, el qual va succeir. La Crònica picta, que l'anomena Kineth, li atribueix un regnat de tan sols un any.